# Дрокми Сакя Йеше
Дрокми (срещан и като Дрогми) Лоцава Сакя Йеше е един от ранните преводачи (тиб. Лоцава) на Сарма традициите в тибетския будизъм и важен държател на ученията Ламдре, които стават централни за школата Сакя. Както свидетелства името му Дрокми, той е от номадски произход.
Приемствеността, носена от махасидха Вирупа преминава през ученика му Гаядхара (994 – 1043) и достига до неговия тибетски ученик Дрокми Лоцава. На свой ред Дрокми предава линията на Кьон Кьончог Гялпо (1034 – 1102), основател на Сакя.
Сред учениците на Дрокми Лоцава е също и Марпа, но на него той преподава единствено санскрит и светски науки. Това впоследствие кара Марпа да предприеме три пътувания до Непал и Индия, да получи „океан от тантри“ от Наропа, Майтрипа, Кукурипа и многобройни други учители и да стане основател на традицията Кагю.